# Missira (Kindia)
Ne doit pas être confondu avec Missira (Labé).
Pour les articles homonymes, voir missira.
Missira est une ville de Guinée et une sous-préfecture de Télimélé, chef-lieu de la préfecture de Télimélé, dans la région de Kindia.

## Histoire
Elle est traditionnellement divisée en 5 grand familles les kouloun-nankèbhé ou djomiliyankèbhé de guemé dont l'imam était  thierno djogo le boubouyabhe de kompeta les gnogueyankèbhé de daroul et ceux de misside foé dans l'ensemble le pouvoir étai pour un début entre les mains de balbhé de guemé et une autre fois ce les pateyankebhé de dara

### Personnalités historiques
Alpha aliou de guemé, elhadj madan guemé  thierno djogo de guemé elhadj ibrahim compéta thierno aliou badral daroul 

### Personnalités actuels
Thierno Bachir guemé, Elhadj Tidiane kompeta Elhadj mamadou Daroul

## Situation géographique
Missira est située à l'ouest du pays à environ 96km du chef lieu de telimele. Elle a une superficie de 1,712km² et limitée au nord par la sous-préfecture de kakony et la sous-préfecture wendou bhorou à l'ouest par la sous-préfecture  de Sangaredi, au sud par les sous-préfectures de Daramagnaky et Konsetami et à l'est par la sous-préfecture de Koba. 

## Population
Elle a une population de 53,680 dont 28,556 femmes soit 53,20% des femmes (2020)[Quoi ?]. Elle est à vocation agro-pastorale et l'un des plus grands grenier du pays[réf. nécessaire]. 

## Subdivision administrative
Les Districts de Missira sont: Missira Centre, Competa, Foyé, Gueme, Kalouma, Bandouma, Madina fasse, Boussoura, Daroul, Teliwora, Borou, Dondé loopoy, Bonmani, Thindoye, Bhoundou lengué, Kahel et N'danta bhowra.

## Éducation
La sous-préfecture a un Collège à Missira-centre.